# كريستينا تريسكسوك
كريستينا تريسكسوك (بالمجرية: Triscsuk Krisztina) مواليد 17 يوليو 1985 في بوكسيتوغورسك، روسيا، هي لاعبة كرة يد مجرية تلعب كظهير أيسر. مثلت منتخب المجر لكرة اليد للسيدات. حققت المركز الثالث في بطولة أوروبا لكرة اليد للسيدات 2012.

## سجل المنافسة
شاركت في البطولات التالية:
- بطولة العالم لكرة اليد للسيدات 2013
- بطولة العالم لكرة اليد للسيدات 2015
- بطولة أوروبا لكرة اليد للسيدات 2012
- بطولة أوروبا لكرة اليد للسيدات 2014

## الميداليات
| الميدالية | المسابقة                            |
| --------- | ----------------------------------- |
| برونزية   | بطولة أوروبا لكرة اليد للسيدات 2012 |

## روابط خارجية
- كريستينا تريسكسوك على موقع الاتحاد الأوروبي لكرة اليد (الإنجليزية)